# Движки

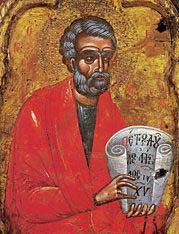

Движки́ (оживки, отметки) — белильные блики, положенные поверх вохрения для моделирования выпуклых частей на лично́м письме или при изображении обнажённого тела; могут иметь форму мазков, пятен, линий и т. п. Движки очень оживляют изображение, их иногда называют «оживками».